# Те-Медоуз (Флорида)
Те-Медоуз (англ. The Meadows) — статистически обособленная местность, расположенная в округе Сарасота (штат Флорида, США) с населением в 4423 человека по статистическим данным переписи 2000 года.

## География
По данным Бюро переписи населения США статистически обособленная местность Те-Медоуз имеет общую площадь в 5,96 квадратных километров, водных ресурсов в черте населённого пункта не имеется.
Статистически обособленная местность Те-Медоуз расположена на высоте 8 м над уровнем моря.

## Демография
По данным переписи населения 2000 года в Те-Медоуз проживало 4423 человека, 1456 семей, насчитывалось 2395 домашних хозяйств и 3163 жилых дома. Средняя плотность населения составляла около 742,11 человека на один квадратный километр. Расовый состав населённого пункта распределился следующим образом: 96,47 % белых, 1,72 % — чёрных или афроамериканцев, 0,07 % — коренных американцев, 0,63 % — азиатов, 0,05 % — выходцев с тихоокеанских островов, 0,66 % — представителей смешанных рас, 0,41 % — других народностей. Испаноговорящие составили 1,45 % от всех жителей статистически обособленной местности.
Из 2395 домашних хозяйств в 5,1 % воспитывали детей в возрасте до 18 лет, 56,2 % представляли собой совместно проживающие супружеские пары, в 3,5 % семей женщины проживали без мужей, 39,2 % не имели семей. 35,4 % от общего числа семей на момент переписи жили самостоятельно, при этом 23,3 % составили одинокие пожилые люди в возрасте 65 лет и старше. Средний размер домашнего хозяйства составил 1,77 человек, а средний размер семьи — 2,19 человек.
Население статистически обособленной местности по возрастному диапазону по данным переписи 2000 года распределилось следующим образом: 4,7 % — жители младше 18 лет, 1,4 % — между 18 и 24 годами, 9,8 % — от 25 до 44 лет, 24,3 % — от 45 до 64 лет и 59,9 % — в возрасте 65 лет и старше. Средний возраст жителей составил 69 лет. На каждые 100 женщин в Те-Медоуз приходилось 79,9 мужчин, при этом на каждые сто женщин 18 лет и старше приходилось 78,7 мужчин также старше 18 лет.
Средний доход на одно домашнее хозяйство статистически обособленной местности составил 54 942 доллара США, а средний доход на одну семью — 67 917 долларов. При этом мужчины имели средний доход в 40 966 долларов США в год против 34 184 доллара среднегодового дохода у женщин. Доход на душу населения статистически обособленной местности составил 54 942 доллара в год. 1,8 % от всего числа семей в населённом пункте и 3,4 % от всей численности населения находилось на момент переписи населения за чертой бедности, при этом 9,0 % из них были моложе 18 лет и 1,4 % — в возрасте 65 лет и старше.